# Color Magic
Die Color Magic ist ein Fährschiff der norwegischen Reederei Color Line, das seit dem 17. September 2007 auf der Route zwischen Oslo und Kiel eingesetzt wird und die vorherige Fähre Kronprins Harald abgelöst hat. Die Color Magic ist die weltweit größte Autofähre nach Vermessung.

## Geschichte

### Bau und Indienststellung
Nach dem Erfolg der Color Fantasy bestellte die Reederei Color Line bei der finnischen Werft Aker Finnyards am 27. Mai 2005 ein Schwesterschiff für den Einsatz zwischen Kiel und Oslo.
Die Color Magic wurde am 8. August 2006 in Turku auf Kiel gelegt und am 15. Dezember 2006 ausgedockt. Am 16. Dezember 2006 wurde das Schiff zur Endausrüstung per Schlepper nach Rauma verlegt. Am 6. September 2007 wurde die Color Magic abgeliefert.
Die Color Magic wurde am 15. September 2007 in Kiel getauft – Taufpatin war die Schauspielerin Veronica Ferres. Im Anschluss an die Taufzeremonie gab die norwegische Band a-ha ein Konzert auf einer schwimmenden Bühne in der Kieler Förde.

### Einsatz
Seit dem 17. September 2007 verkehrt die Color Magic fahrplanmäßig abwechselnd mit der Color Fantasy auf der Linie Kiel–Oslo (täglich eine Abfahrt je Richtung). Die beiden Schiffe begegnen sich auf ihrer rund 20 Stunden dauernden Überfahrt immer nachts östlich der dänischen Insel Anholt. Während der zehn Tage dauernden Jahreswartung des 60,3 Meter hohen Schiffes bei Blohm + Voss in Hamburg oder auf der Lindøværft in Odense im April eines jeden Jahres gibt es nur alle zwei Tage eine Abfahrt.
Vom 18. Januar bis zum 12. Februar 2015 wurde das Schiff bei der Werft Fayard in Odense mit Scrubbern ausgestattet. Da die Color Fantasy bereits ab dem 6. Januar bis 30. Januar 2015 umgebaut wurde, war der Fährbetrieb zwischen dem 18. und 31. Januar 2015 komplett eingestellt. Am 14. Februar nahm das Schiff von Kiel aus wieder den Dienst auf.
Während der Corona-Pandemie lag das Schiff von Mitte März bis Ende Juni 2020 im Hafen von Oslo auf. Am 17. Mai 2020 wurde die Color Magic für eine Fjordtour zu Ehren des Nationalfeiertages eingesetzt. Ende Juni bis November 2020 wurde der reguläre Fahrplan eingehalten, und ab dem 4. November wurde die Color Magic zusammen mit dem Frachtschiff Color Carrier auf der Route eingesetzt und das Schwesterschiff in Oslo bis auf weiteres außer Dienst genommen.
Nach einem Ausbruch des Coronavirus innerhalb der Besatzung wurde die Color Magic am 28. Dezember 2020 in Oslo stillgelegt und die Route Kiel-Oslo vorerst nicht mehr bedient. Am 13. Februar 2022 kam das Schiff aus Oslo kommend wieder in Kiel an und bedient die Linie erneut.

## Ausstattung
Mit 1.016 Kabinen, in denen 2.700 Passagiere Platz finden, besitzt die neue Fähre 50 Kabinen mehr als ihr Schwesterschiff. Wie dieses hat der rund 325 Millionen Euro teure Neubau den Charakter eines Kreuzfahrtschiffes mit zwei Autodecks und verfügt über ein umfangreiches Unterhaltungs- und Einkaufsangebot sowie moderne Konferenzeinrichtungen.

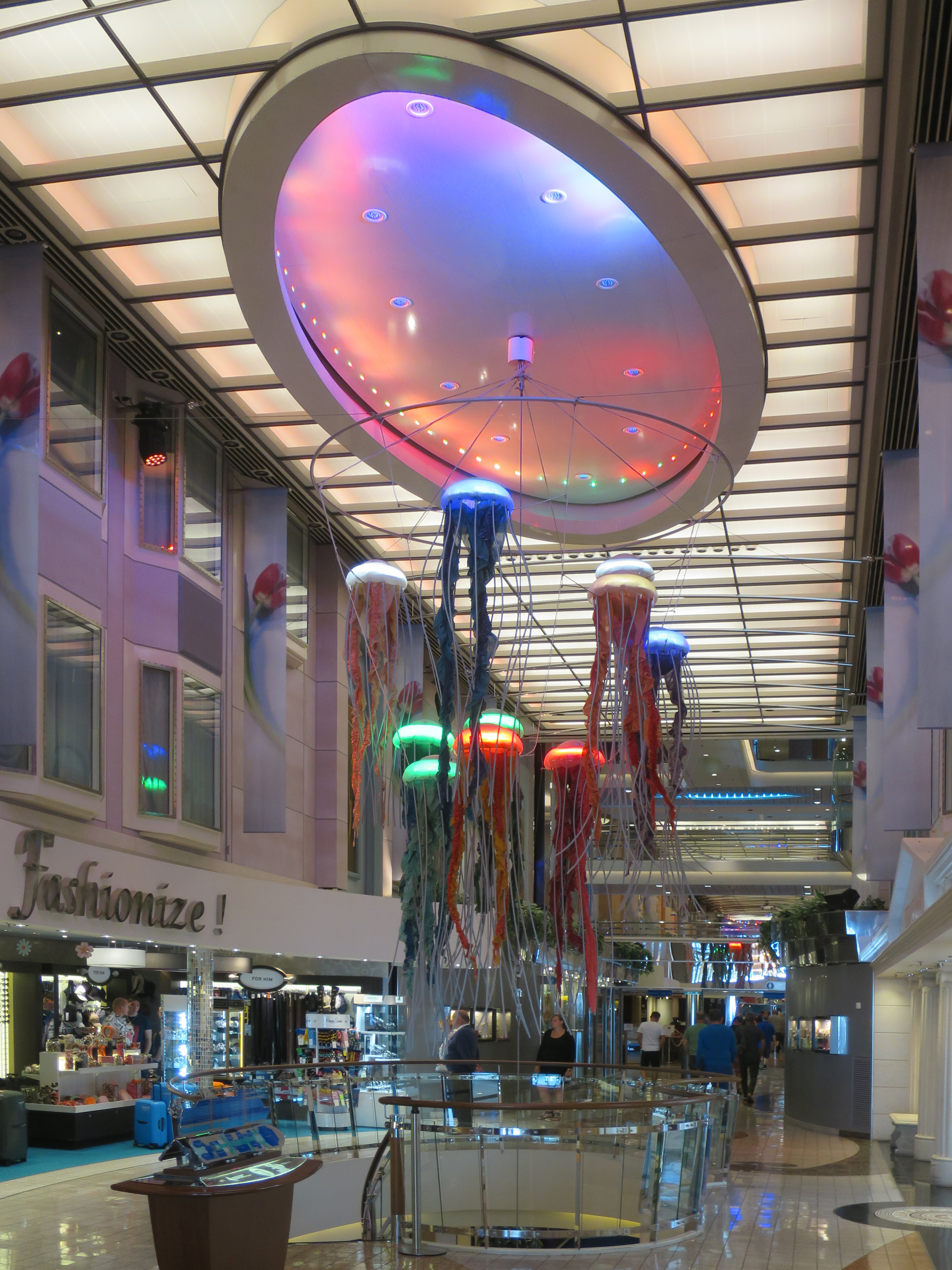
Hauptgalerie
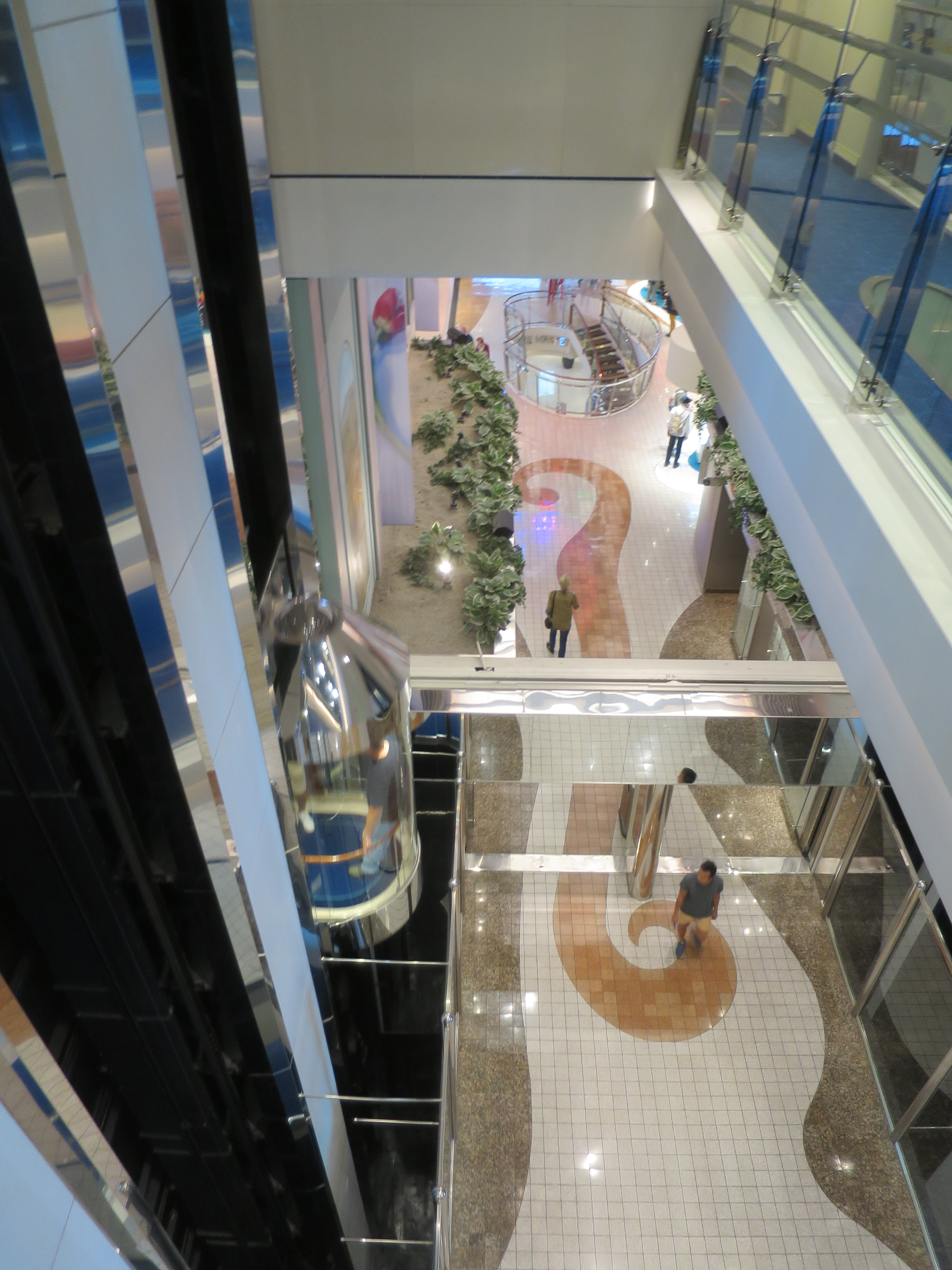
Blick aus dem Aufzug auf die Hauptgalerie
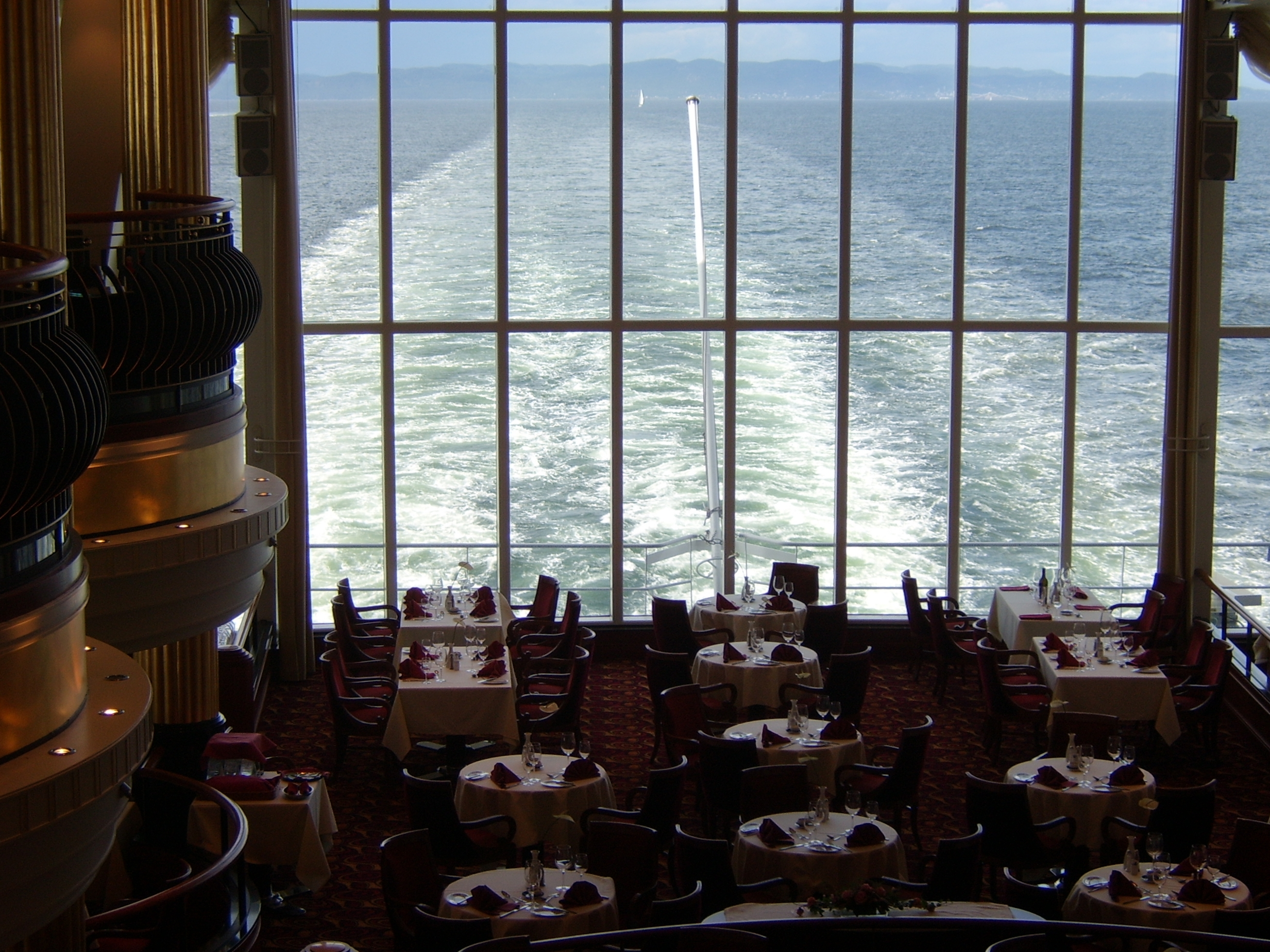
Hauptrestaurant mit großem Aussichtsfenster über dem Heck
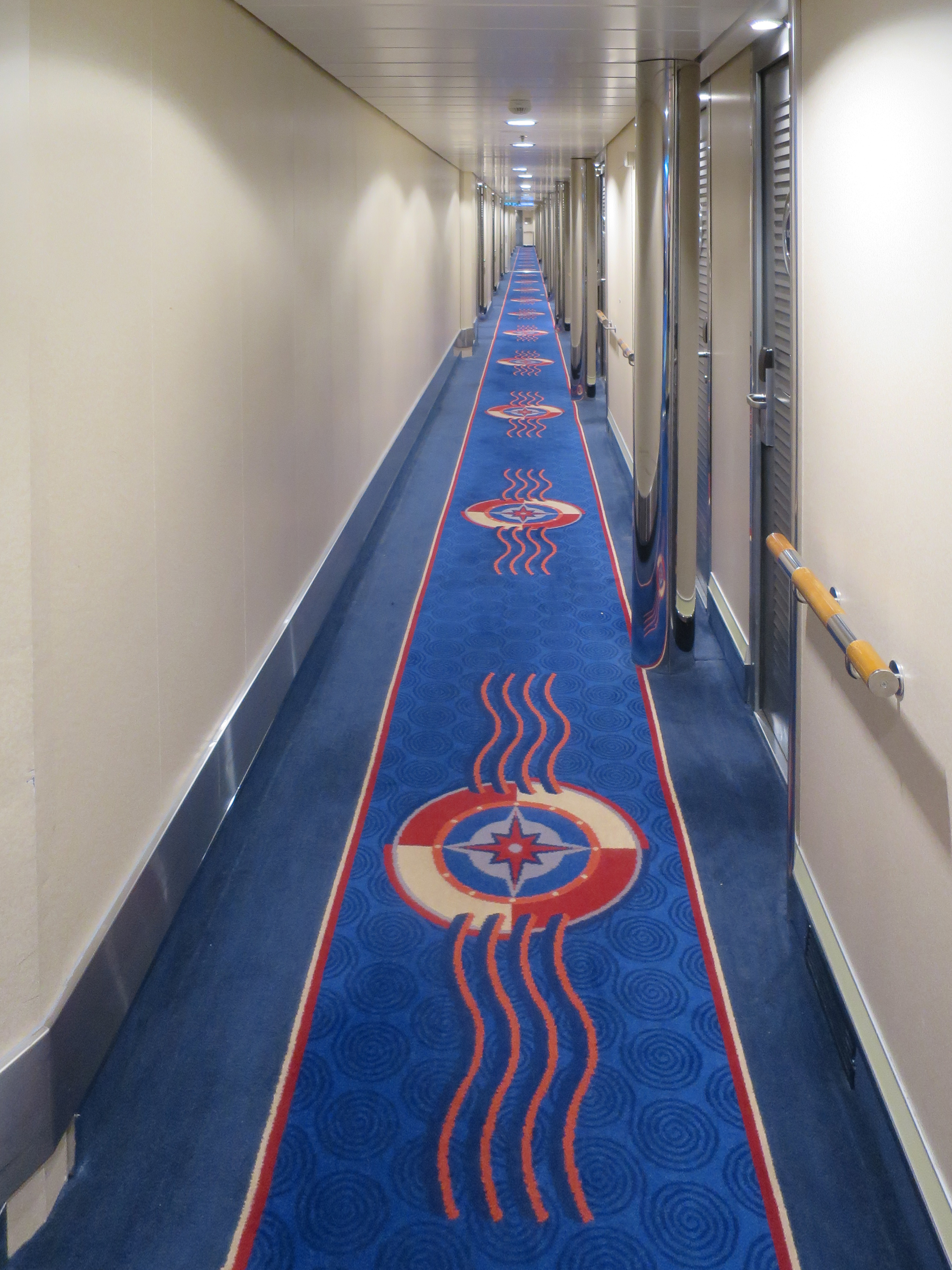
Innengang zu den Außenkabinen
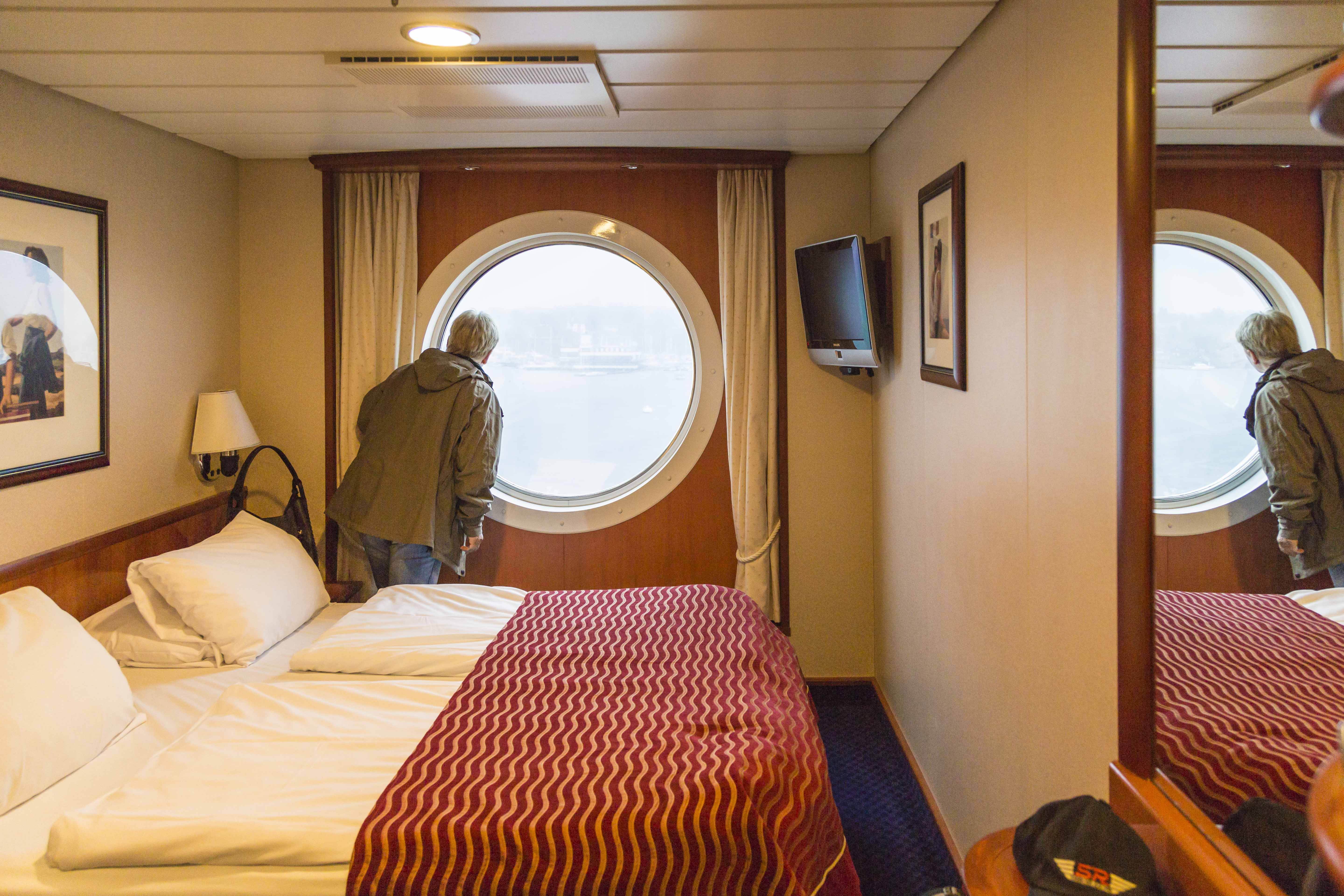
Außenkabine